# Rafael Pereira da Silva
Rafael Pereira da Silva (tudi Rafael ali Rafael da Silva), brazilski nogometaš, * 9. julij 1990, Petrópolis, Rio de Janeiro, Brazilija. 
Igra za brazilski nogometni klub Botafogo.

## Klubska kariera
Rafael je svojo nogometno pot začel pri brazilskem klubu Fluminense, kjer je igral za mladinsko vrsto. Oba z bratom je opazil skavt angleškega kluba Manchester United Les Kershaw, ki ju je videl igrati na mladinskem turnirju v Hong Kongu.
Januarja 2008 je podpisal pogodbo z Unitedom, zanj pa je prvič nastopil na prijateljski tekmi proti Peterborough Unitedu 4. avgusta. Za sezono 2008/09 je bil registriran v člansko vrsto za igranje v Premier League in dobil dres s številko 21, ki jo je pred njim nosil Dong Fangzhuo. V Premier League je prvič nastopil že na prvi tekmi sezone, ko je v drugem polčasu zamenjal Fraizerja Campbella na tekmi proti Newcastle Unitedu.
V prvi postavi je prvič zaigral 23. septembra 2008, ko je na tekmi proti Middlesbroughu v tretjem kolu Ligaškega pokala zaigral na desnem boku. Prvi nastop na evropskih tekmovanjih je doživel na tekmi Lige prvakov proti klubu Aalborg BK, 30. septembra. Igral je do 66. minute, ko je bil zaradi poškodbe zamenjan.
V Premier League je prvič zaigral v prvi postavi na tekmi proti West Bromwich Albionu, 18. oktobra 2008. Prvi gol za Manchester je dosegel 8. novembra 2008, v 90. minuti svoje sedme tekme za klub, ko je zadel na tekmi proti klubu Arsenal F.C. Tekmo je Manchester na gostovanju na Emirates Stadiumu izgubil z 2:1. 

## Mednarodna kariera
Leta 2007 je Rafael za brazilsko nogometno reprezentanco do 17 let nastopil na svetovnem nogometnem prvenstvu do 17 let. 